# Якубович Михайло Михайлович
Якубович Михайло Михайлович (нар. 1986, Острог Рівненської області) — український сходознавець, перекладач, дослідник доктринальної та філософської думки ісламського світу. У минулому очолював Центр ісламознавчих досліджень Національного університету «Острозька академія» (2016-2019), з 2020 на посаді доцента у Фрайбурзькому університеті (Німеччина). Автор першого повного перекладу смислів Корану українською мовою з арабської  офіційно опублікованого урядовими організаціями Саудівської Аравії і Туреччини, ісламськими організаціями України. Перекладач також низки філософських та доктринальних праць ісламських мислителів (творів Аль-Фарабі та ібн Рушда, ас-Суграварді, уривків з праць Міскавайга, Фахр ад-Діна ар-Разі, ібн Хальдуна, Абдессаляма Йассіна та ін.). Дослідник релігійно-філософської спадщини Кримського ханства. Опублікував (у тому числі й у співавторстві) декілька монографій та понад 150 наукових розвідок в Україні та закордоном. Учасник багатьох міжнародних наукових конференцій та дослідницьких проектів у США, Польщі, Великої Британії, Німеччині, Бельгії, Італії, Саудівській Аравії, Угорщині, Італії, Швейцарії, Ірані, Туреччині, Росії, Білорусі, Єгипті, Азербайджані, Грузії та ін. Гостьовий дослідник в Університеті Ковентрі (Велика Британія). Автор англомовної монографії "Королівство і Коран. Переклад Святої Книги ісламу в Саудівській Аравії" (The Kingdom and the Qur’an. Translating the Holy Book of Islam in Saudi Arabia. Cambridge: Open Book Publishers, 2024). З 2022 року надає коментарі як запрошений експерт з сучасних питань культурної політики та сприйняття, пов'язаних з відносинами Близького Сходу та Європи, а також ісламу та Європи, в українських ЗМІ, таких як NV Radio, Espresso TV, TV 24 та Kyiv TV, а також на окремих європейських платформах, включаючи BBC та Radio France Internationale (RFI). Член Національного комітету ЮНЕСКО "Пам'ять світу" (Україна).

## Біографія
Михайло Якубович народився 1986 року в Острозі на Рівненщині в родині художника та вчителя Михайла Георгійовича Якубовича.
З 2008 по 2019 рік працював на кафедрі релігієзнавства Національного університету «Острозька академія», згодом перейшов до Фрайбурзького університету. У 2008 та 2010 роках стажувався в Польщі (Варшавський університет) та Саудівській Аравії (Науковий відділ Центру ім. короля Фахда з видання Корану в Медині), певний час працював в Інституті перспективних досліджень (Принстон, США). Популярності набули дослідження Якубовича в галузі мусульманської екзегетики, проблем віри й розуму в мусульманській культурі, актуальних питань вивчення буття ісламу на теренах України, зокрема розвитку мусульманської філософської традиції в Золотій Орді та Кримському ханстві. Уперше дослідив та опублікував дослідження філософської спадщини кримських мислителів Шараф ад-Діна аль-Кримі, Сайїда Ахмада аль-Кримі, Ібрагіма аль-Кримі, Абу ль-Бака аль-Кафауві, Мухаммада аль-Аккірмані та інших. На раніше невідомих рукописних матеріалах показав значення мислителів Кримського ханства в контексті розвитку посткласичної ісламської філософської думки (XIV—XVIII ст.).
Член редакційної колегії міжнародного ісламського часопису «The Minaret of Islam», журналу «Украина и исламский мир», Міжнародної асоціації гуманітаріїв (США), Ісламського коледжу перспективних досліджень (Норвіч, Велика Британія). Член редколегії журналу "Rocznik Tatarow Polskich" (Польща).

## Переклад Корану
Перший наклад перекладу Корану було видано у Медіні у 2013 році, нові видання — Київ, 2015, Анкара, 2016 - 2 видання - з арабським текстом і лише з українським, Дніпро, 2016.

## Вибрані праці
- Інтерпретації проблем історії релігії представниками ісламського традиціоналізму (класична та посткласична доба). Острог, 2010 (кандидатська дисертація).
- Ібн Рушд. Вирішальне слово. Острог, 2011.
- Ісламські процеси в Україні та світі (2 розділи). Київ, 2011.
- Europa Srodkowo-Wschodnia w procesie transformacji i integracji (1 розділ). Zamosc, 2011.
- Ян Лятос. Ренесансна філософія та наука на українських землях (у співавторстві з П. М. Кралюком). Острог, 2011.
- Іслам: практичні аспекти. Острог, 2012.
- Преславний Коран. Переклад смислів українською мовою. Медина, 1434/[2012-2013].
- Михайло Якубович. Іслам в Україні: історія і сучасність. — Вінниця : ТОВ „Нілан-ЛТД“, 2016. — 264 с. — (Бібліотека ісламознавства) — 1000 прим. — ISBN 978-966-924-218-1.
- ِФілософська думка Кримського ханства. Київ: Комора, 2016.
- Ісламська спадщина Кримського ханства: біографічний словник і каталог рукописів. Київ: ДУМАРК, 2018.
- Ібн Сіна. Книга спасіння. Логіка. Фізика. Метафізика. - К: Темпоора, 2020. - 592 с. - ISBN 9786175694169

## Вибрані статті
- Ukrainian Translations of the Meanings of the Glorious Qur'an: Problems and Prospects // Journal of Qur'anic Research and Studies. — 2007. — Issue 4. — Vol. 2. — P. 29-54.
- Prophethood as a Historical Necessity: Βetween Τhe Islamic Traditionalism and Τhe Eastern Neoplatonism // Studia Antyczne i Mediewistyczne. — No. 7 [42]. — 2009. — P. 57-43.
- Islam and Muslims in Contemporary Ukraine: Common Backgrounds, Different Images // Religion, State and Society. — 2010. — Vol. 38. — No. 3. — P. 289—302.
- Translation as a Form of Da'wah: a Unique Cultural Experience of King Fahd Glorious Qur'an Printing Complex and Its influence on Islamic Ummah / Abhath al-Mu'ttamar al-‘Alami al-Awwal ‘an Juhud al-Mamlakah al-‘Arabiyah as-Sa'udiyah fi Khidmah al-Qadayah al-Islamiyah. — Madinah-Riyadh: Islamic University-Archive of King Abd al-‘Aziz, 2011. — Vol. 2. — P. 437—477.
- An Issue of Freedom of Belief in Modern Islamic Exegetics [Abstract] // Mu'ttamar al-Islam wa s-Salam. Dalil al-Mulakhisat wa s-Siyar az-Zatiyyah li-l-Bahithina wa l-Bahithat. — Ad-Dammam: Jami'ah ad-Dammam, 1433/2012. — P. 231—232.
- An Issue of Freedom of Belief in Modern Islamic Exegetics // Mu'ttamar al-Islam wa s-Salam. — Ad-Dammam: Jami'ah ad-Dammam, 1433/2012. — Vol. 2. — P. 1345—1391.
- A Cultural Significance of the Modern Islamic Exegetics for the Theory of Religious Tolerance // Non-Aligned Movement Yearbook on Human Rights and Cultural Diversity. Edited by: Kamran Hashemi and Linda Briskman. — Tehran: NAM Center for Human Rights and Cultural Diversity, 2012. — Vol. 1. — P. 205—220.
- Reception of ibn Sina in Early Modern Ottoman Philosophy: Case of al-Aqkirmani // Inter-cultural Transmission of Intellectual Traditions in the Middle Ages and the Early Modern Period A comparative perspective: Warsaw, 27th-29th September 2012. Abstract book. — Warsaw: Faculty of History, University of Warsaw & Institute of History, Polish Academy of Sciences. — 2012. — P. 31-33.
- The Qur'anic Ideals of Human Reason in Abdessalam Yassine's Theory of the Prophetic Method // Kitab ‘Amal al-Mu'ttamar al-‘Alami ad-Dawli al-Awwal fi Mawdhu’ "Markaziyah al-Qur'an al-Karim fi Nazariyah al-Manhaj an-Nabbauwi ‘inda al-Ustadh ‘Abd as-Salam Yassine. ‒ Istanbul: IESI, ISAV, C.I.R.E.E.S, 2012. ‒ Vol. 3. ‒ P. 1628—1644.
- Muḥammad al-Aqkirmānī and his ‘Iqd al-La’ālī: the Reception of Ibn Sīnā in Early Modern Ottoman Empire // The Journal of Ottoman Studies. ‒ 2013. ‒ No. 41. — P. 197—219.
- A Cultural Significance of the Modern Islamic Exegetics for the Theory of Religious Tolerance // International Studies Journal. ‒ Spring 2013. ‒ Vol. 9. ‒ No. 4. ‒ P. 79-91.
- Post-Classical Islamic Philosophy in the Medieval Crimea: Sharaf al-Din al-Qirimi and Ahmad al-Qirimi // Studia Antyczne i Mediewistyczne. — 2013. — Vol. 11 [46]. — S. 207—221.
- Jan Latosz (1539—1608) and His Natural Philosophy: reception of Arabic science in early modern Poland // Cultures in Motion. Studies in the Medieval and Early Modern Periods. Ed. by Adam Izdebski and Damian Jasiński. — Krakow: Jagiellonian University Press, 2014. — PP. 235—255.
- Mykhaylo Yakubovych. A Neglected Ottoman Sufi Treatise from 16th century: Mawāhibal-Rahman fī bayān Marātib al-Akwān by Ibrāhīm al-Qirīmī // The Journal of Ottoman Studies. — 2015. — No. 45. — P. 137—161.

## Вибрані переклади
- Коран. Переклад смислів українською мовою / пер.: Михайло Якубович. Київ, 2017
- ’Абд ар-Рахман ібн Хальдун. Мукаддіма. Пер. з араб. М. М. Якубовича // Філософські пошуки. Філософія і життя: форми і шляхи взаємовпливів. — Львів-Одеса: Cogito-Центр Європи, 2007. — Вип. XXIII. — С. 288—302.
- Ібн Хальдун. Про людську цивілізацію. Переклав з арабської М. Якубович // Київська Русь.- Книга 6 (XXVI). — 7516 (2008) рік. . — С. 61-72.
- Якубович, М. М. Аль-Фарабі. Книга релігії. Передмова, переклад з арабської та коментарі // Українське релігієзнавство. — 2008. — No. 47. — С. 232—252.
- Міскавайг, Абу‘ Алі. Верблюди, які тікають, і собаки, які їх переймають: Передмова, переклад з арабської та коментарі Михайла Якубовича / А. Міскавайг, А. ат-Таухіді // Всесвіт. — 2009. — № 9-10. — С. 173—185.
- Ібн Рушд. Вирішальне слово про зв'язок релігійного закону та людської мудрості. Пер. з араб., передм. та ком. М. Якубовича — Острог: Національний університет «Острозька академія», 2011. — 84 с.

## Відзнаки
- Подяка від Кабінету Міністрів України за активну науково-дослідницьку та громадську діяльність (2008);
- Відзнака Ісламського університету Медіни (Саудівська Аравія) за участь у першій міжнародній науковій конференції під патронатом короля Абдалли «Внесок Королівства Саудівська Аравія в розвиток ісламського світу» (2010).
- Відзнака Даммамського університету (Саудівська Аравія) за участь у конференції «Іслам та проблеми миру» (2012).
- Почесний член Союзу обдарованої молоді (2011).
- Грамота Президії НАН України за серію публікацій, присвячену вивченню арабської філософської думки (2012).
- Спеціальна відзнака Національного конкурсу філософських перекладів (2016)
- Лаурет премії ім. Бекіра Чобан-Заде (2017)
- Лауреат премії ім. Миколи Лукаша "Ars Translationis" (2017)

## Інтерв'ю та публікації про Михайла Якубовича
- Михайло Якубович: «Я акцентував увагу на смислах, які ця книга несе людству».
- Бог — один. його ім'я звучить по-різному / Сім'я і Дім.
- Виступ у кав'ярні-книгарні «Кабінет» (17 березня 2011 року).
- Відеокоментар: круглий стіл «Проблема релігійної толерантності в сакральних традиціях авраамічних релігій», 2 червня 2011 року [Архівовано 10 жовтня 2016 у Wayback Machine.].
- Михайло Якубович: Релігія та політика — це брати-близнята.
- Перекладач Корану: В Україні відсутня традиція перекладів з арабської | Читомо
- Ісламські культури, на відміну від західних, не розв'язували світових воєн, — перекладач Корану Михайло Якубович [Архівовано 15 грудня 2018 у Wayback Machine.]

## Інтернет-джерела
- Кафедра релігієзнавства "Національного університету «Острозька академія» [Архівовано 24 січня 2018 у Wayback Machine.].
- Статті та переклади М. М. Якубовича.
- Преславний Коран. Переклад смислів українською мовою [Архівовано 23 березня 2018 у Wayback Machine.].
- Авторська колонка на порталі «Ислам в СНГ» [Архівовано 11 березня 2018 у Wayback Machine.].
- Статті в «Українському тижні» [Архівовано 15 березня 2018 у Wayback Machine.]
- Коран українською. Стамбул, 2018 [Архівовано 23 лютого 2022 у Wayback Machine.]